# Esterço
Esterço (do italiano sterzo) é o conjunto de componentes e ligações que permitem o controle da trajetória de um veículo, seja ele naval (uma embarcação, ou seja navio ou barco), terrestre (automóvel, motocicleta, ônibus, etc.) ou aéreo (avião, helicóptero, espaçonave).